# Basia Wołodyjowska
Basia Wołodyjowska, wł. Barbara Wołodyjowska z d. Jeziorkowska herbu Rawicz – jedna z kluczowych postaci w powieści Pan Wołodyjowski Henryka Sienkiewicza.

## W powieści
Ma około 20 lat. Jest drobna, ma płowe włosy, błyszczące oczy i różowe policzki. Wszędzie jej pełno, jest energiczna. Lubi władać bronią. Często przytrafiają jej się różne „konfuzje”. Jest ulubienicą pana Zagłoby. 
W 1668 roku przybyła wraz z panią Makowiecką i Krystyną Drohojowską (Krzysią) na sejm konwokacyjny do Warszawy. Tam pan Zagłoba dość nieudolnie próbował ją zeswatać z Michałem Wołodyjowskim (ten wówczas kochał się w Krzysi). Ostatecznie jednak „hajduczek” sama wyznała miłość „Małemu Rycerzowi”.
W 1672 roku wraz z mężem udała się do Chreptiowa, gdzie Wołodyjowski został mianowany komendantem. Był to dla niej niezapomniany czas. Wraz z mężem ucztowała otaczana szacunkiem przez oficerów i żołnierzy Wołodyjowskiego, którzy ją pokochali. Próbowała zeswatać Ewę Nowowiejską z Azją Tuhaj-bejowiczem (synem Tuhaj-beja). On udawał zainteresowanie Ewą, ale tak naprawdę pragnął tylko Basi i nosił się z zamiarem jej porwania. 
 Azja  porywa ją i wyznaje jej swoje uczucia, Basia jednak rani go i ucieka, mając ze sobą 2 konie - swojego i Azji. Pierwszego w trakcie ucieczki zabijają wilki, drugi topi się w rzece. Wyczerpana trafia wreszcie do Chreptiowa. Wołodyjowski boi się, że Basia umrze. Zagłoba, oficerowie i całe wojsko oczekiwali na jakieś wieści. Sprowadzony zostaje medyk i ksiądz. Medyk stwierdził, że Basia jest ciężko chora, ale wyzdrowieje. I wkrótce tak się dzieje. Potem Basia udała się do Kamieńca Podolskiego, który miał był później oblegany przez armię sułtańską. Jej mąż razem z Ketlingiem przysięgają bronić twierdzy do śmierci. W noc przed samobójczym wysadzeniem prochowni Michał pocieszał ją, żeby - jeżeli przyjdzie na niego „termin” - powiedziała sobie: „nic to”. Ona zapłakała, nie wyobrażając sobie życia bez swojego „Małego Rycerza”. Krótko przed śmiercią Michał kazał oficerowi Muszalskiemu przekazać Basi słowa: „nic to”.

## W filmie
W obu adaptacjach powieści, czyli w filmie Pan Wołodyjowski (1968) oraz w serialu telewizyjnym Przygody pana Michała (1969), w jej rolę wcieliła się Magdalena Zawadzka.

## Pierwowzór historyczny
Żoną historycznego Jerzego Wołodyjowskiego była Krystyna Jeziorkowska, córka miecznika podolskiego Walentego. Za Wołodyjowskiego wyszła w 1662 roku, będąc już trzykrotną wdową.